# Идальго, Анн
Анн Идальго (фр. Anne Hidalgo; род. 19 июня 1959, Сан-Фернандо, Андалусия, Испания) — французский политик, мэр Парижа (с 2014 года). Первая женщина на посту мэра Парижа за всю историю города. В 2022 году баллотировалась в Президенты Франции от Социалистической партии, но по итогам первого тура заняла 10-е место из 12-ти кандидатов, с результатом в 1,75 % (худший результат в истории партии на президентских выборах).

## Биография
Родилась 19 июня 1959 года в испанском городе Сан-Фернандо, однако уже в 1961 году вместе с родителями, Антонио и Мари Идальго, переехала во Францию, поселившись в Лионе.
Её дед по отцовской линии, Антонио Идальго, был испанским коммунистом и в 1937 году бежал из франкистской Испании через Пиренеи на осле во Францию. Уже через два года он вернулся в Испанию (один с четырьмя детьми, жена не пережила обратного пути), где его арестовали и приговорили к смертной казни, заменив её впоследствии на пожизненное заключение, и через три года отпустили.
Получив образование в области социальной работы и права, Анн Идальго с 1984 года начала работать инспектором по труду и продолжала это занятие до 1993 года, когда начала работать в Делегации по профессиональной подготовке в Министерстве труда. С 1995 по 1996 год участвовала в составе миссии в Международном бюро труда в Женеве. С 1996 по 1997 год работала в компании Générale des Eaux.
С 1997 года ушла в политику. Работала на различных должностях в аппарате министров Мартин Обри, Николь Пери и Марилиз Лебраншю.
С 2001 по 2014 год работала заместителем мэра Парижа, социалиста Бертрана Деланоэ.
На муниципальных выборах 2014 года стала кандидатом на пост мэра Парижа. Вышла во второй тур вместе с кандидатом от партии Союз за народное движение Натали Косцюшко-Моризе. Победив в них, Идальго стала первой женщиной, занявшей пост мэра Парижа.
В 2020 во втором туре муниципальных выборов была переизбрана мэром на второй срок.
14 октября 2021 года Идальго официально выдвинута кандидатом Социалистической партии на президентских выборах 2022 года (на собрании партийного актива в Париже единственным соперником Идальго являлся бывший министр сельского хозяйства Стефан Ле Фоль).
Анн Идальго проиграла в первом туре, набрав 1,75 % голосов избирателей, заняв десятое место. Призвала своих сторонников голосовать за Эмманюэля Макрона во втором туре.

## Политические взгляды

### DADVSI
21 декабря 2005 года в ходе дебатов по DADVSI она публично выступила против поправок Социалистической группы, вводящих «глобальную лицензию» на скачивание онлайн-материалов. 26 декабря она подписала с Кристофом Жираром, заместителем мэра Парижа, ответственным за культуру, заявление, опубликованное в газете Le Monde, в котором отстаивала свою позицию в защиту культурного разнообразия, которому угрожала бы «глобальная лицензия». Некоторые люди утверждают, что на самом деле она защищала интересы Vivendi Universal, музыкальная и кинокомпания, которая наняла её несколькими годами ранее.
3 января 2006 года она представила вместе с Франсуа Адиби и Отделом культуры Социалистической партии доклад и новые рекомендации «для справедливого решения», отвергающие как ТСЗАП, так и «глобальную лицензию». Позже она подверглась остракизму со стороны руководства PS, которое предпочло защищать в Национальной ассамблеи «глобальную лицензию», за которую выступали Патрик Блох (Париж), Дидье Матюс (Сона и Луара) и Кристиан Поль (Ньевр).

### Антикультовая кампания
В 2005 году Идальго заняла позицию в дебатах о культах во Франции, став президентом комитета бдительности против культов при Совете Парижа. Она была особенно настроена против Церкви Саентологии и Нового Акрополя и участвовала в демонстрации перед зданием Церкви Саентологи. Карта культов в Париже, созданная мэрией Парижа в то время и продвигаемая Идальго, вызвала споры, и Идальго подала жалобу на неизвестное лицо за распространение листовки в Интернете, подписанной «комитетом поддержки Энн Идальго», в которой содержалась просьба о денонсации «не-послушное поведение» Идальго отрицает какую-либо связь с этим предполагаемым комитетом поддержки. Жалоба, которую она подала на главу организации, распространившей листовку, позже была отклонена..

### Экологические проблемы
С мая 2016 года, в целях борьбы с загрязнением воздуха в городе, Идальго руководила внедрением схемы под названием «Paris Respire» (буквально «Париж Дышит»), которая включала запрет на въезд всех автомобилей в определённые районы Парижа в первое воскресенье месяца, а также запрет общественного транспорта и городские велосипедные, и электрические транспортные схемы бесплатны в течение дня. Она также продолжала работать над сокращением использования автомобилей, повысив цены на парковочные счетчики, запретив бесплатную парковку в определённые дни и преобразовав некоторые участки шоссе вдоль реки Сены в прибрежный парк. 24 июня 2017 года она присоединилась к президенту Эммануэлю Макрону в призыве к принятию Глобального пакта об охране окружающей среды вместе с другими общественными деятелями, такими как Лоран Фабиус, Николя Юло, Арнольд Шварценеггер и Пан Ги Мун.
Она также предложила запретить дизельные двигатели на улицах Парижа, а также пообещала круглосуточное обслуживание Парижского метрополитена. Идальго стремится к тому, чтобы к 2020 году в Париже было более 970 километров велосипедных дорожек.
В феврале 2020 года Идальго начала свою кампанию по переизбранию мэра Парижа с акцентом на превращение Парижа в «пятнадцатиминутный город», концепцию городской близости, придуманную Карлосом Морено. Название «пятнадцатиминутный город» отсылает к идее о том, что в городах жители каждого района должны иметь возможность добраться до всех необходимых удобств (таких как школы, офисы, магазины, парки, медицинские центры) за 15 минут пешком или на велосипеде, избавившись от зависимости от автомобилей, чтобы сократить уровень загрязнения.
В интервью, данном Le Parisien в октябре 2020 года, Идальго заявила: «Мы должны забыть о пересечении Парижа с востока на запад на машине» Идальго объявила о своем намерении создать постоянные велосипедные дорожки с защитой от бордюров и расширить количество «коронапистов», велосипедных дорожек, созданных во время COVID-19. Она также намерена убрать более половины парковочных мест в Париже к концу своего четырёхлетнего срока полномочий (70 000 из 140 000 в общей сложности).
В январе 2021 года Идальго объявила, что одобрила реконструкцию Елисейских полей стоимостью 250 миллионов евро с намерением вдвое сократить пространство, отведённое для транспортных средств, превратить дороги в зелёные и пешеходные зоны и посадить туннели из деревьев для улучшения качества воздуха.

### Жильё
В начале своего первого срока Идальго заявила в интервью, что жильё является для неё приоритетом номер один. При мэре Идальго Париж производил 7000 единиц социального жилья в год с тех пор, как Идальго вступила в должность, по сравнению с 5 000 единиц в год при её предшественнике. Она стремится к тому, чтобы к 2030 году Париж на 30 % состоял из социального жилья.

## Личная жизнь
Замужем второй раз, за коллегой по Социалистической партии Жан-Марком Жерменом, родила от него в 2002 году сына Артура. Она старше мужа на 7 лет.
От первого брака родились сын Матье (1986) и дочь Эльза (1988).

## Награды
- Командор ордена Изабеллы Католички (Испания, 2010)[29].
- Кавалер ордена Почётного легиона (2012)[30].
- Командор ордена Полярной звезды (Швеция, 2014)[31].
- Кавалер Большого креста ордена Гражданских заслуг (Испания, 2015).
- Великий офицер национального ордена Льва (Сенегал, 2016)[32].
- Офицер ордена «За заслуги» (14 ноября 2016 года)[33].
- Кавалер ордена Почёта (Армения,  6 марта 2017 года) — за значительный вклад в укрепление и развитие армяно-французских дружественных отношений[34].
- Орден Восходящего солнца 3 класса (Япония, 2021)[35].
- Кавалер ордена «За заслуги перед Литвой» (Литва, 15 февраля 2024 года) — за укрепление сотрудничества с Литвой, за продвижение демократических ценностей и личный вклад в создание первого связанного с Литвой места в Париже — «Lietuvos sodai»[36].